# امگراس
امگراس (به فرانسوی: Amghras) یک منطقهٔ مسکونی در مراکش است که در مراکش تانسیفت الحوز واقع شده‌است.

## خصوصیات
امگراس ۴٬۲۲۲ نفر جمعیت دارد.